# 卡尔维
卡尔维（科西嘉语，法語發音：[kalvi]），法国东南部城市，位于地中海的科西嘉岛上，是上科西嘉省的一个市镇，同时也是该省的一个副省会，下辖卡尔维区，其市镇面积为31.2平方公里，2022年1月1日时人口数量为5,720人，在法国城市中排名第1,905位。
卡尔维位于上科西嘉省西北部，地中海海滨，历史上曾为重要对外港口，现为一个区域性的中心城市。当地民间传说认为克里斯托弗·哥伦布出生于卡尔维。

## 地名来源
“Calvi”一名出自拉丁语单词“calvus”，后者意为“光秃的”，可能与当地裸露的山地自然景观有关；此外该名称亦有可能出自“cales”，意为“军营集镇”。

## 历史

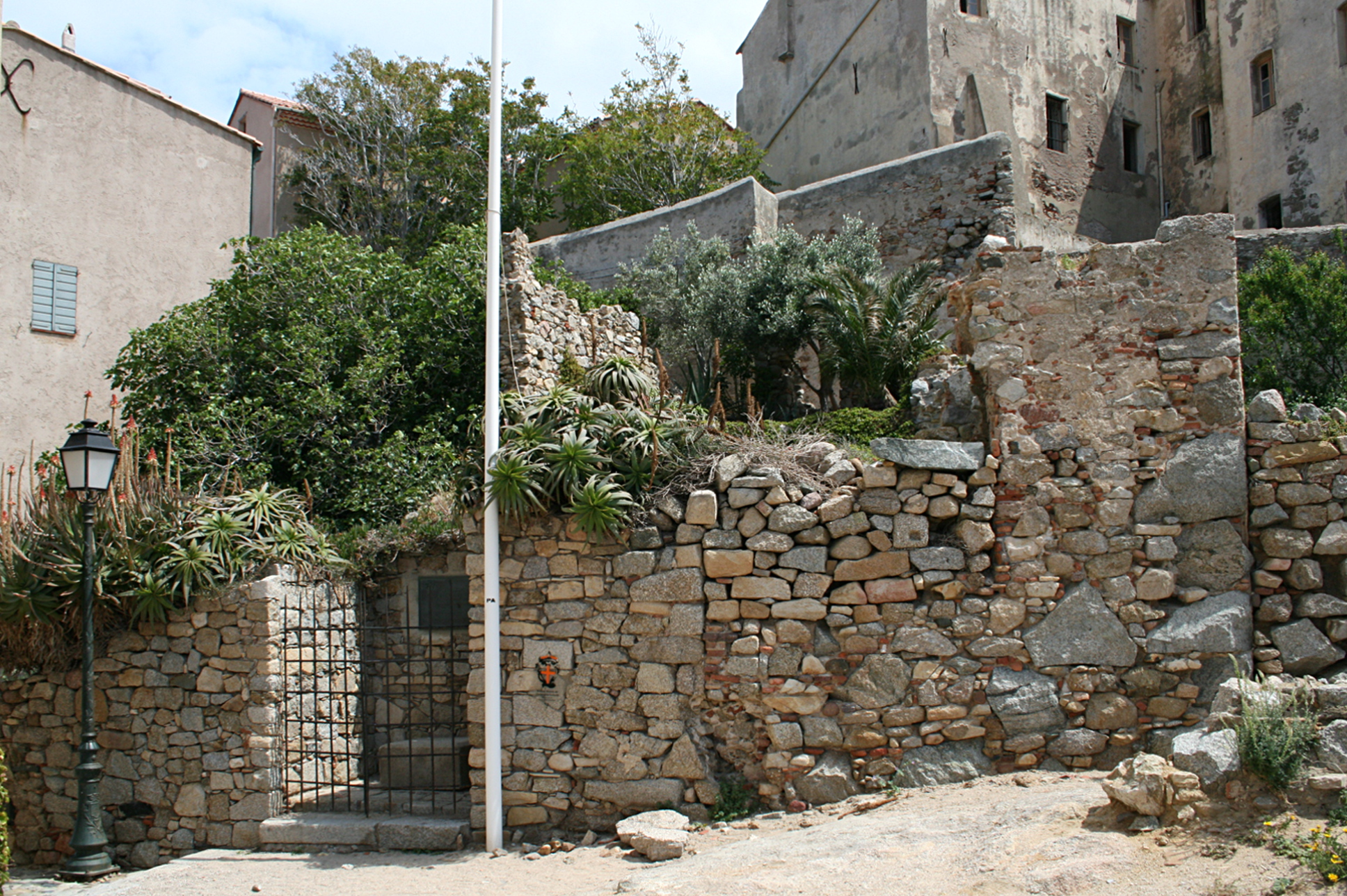
位于卡尔维老城的“哥伦布旧居”

卡尔维境内的考古发掘证明当地在新石器时期就已出现人类活动，在古典时期即形成一个部落首府。科西嘉历史学家乔瓦尼·德拉格罗萨认为阿里·本·阿比·塔利卜可能曾登陆卡尔维。中世纪中期，卡尔维所在的科西嘉岛被热那亚共和国控制。根据当地民间传说，克里斯托弗·哥伦布出生于当时属于热那亚的卡尔维，但因为当时科西嘉岛动荡不堪，居民名声很差，所以哥伦布隐瞒了自己的真实出生地而将其改为热那亚。中世纪中后期，卡尔维长期为一处港口，当地的首个修道院于14世纪建成。1768年，根据《凡尔赛条约》，卡尔维及其所在的科西嘉整体被划入法兰西王国。法国大革命后，卡尔维成为科西嘉省（1793至1811年间曾属戈洛省）的一个市镇，并成为该省的一个副省会。1794年至1796年间，科西嘉在英国的帮助下建立英屬科西嘉王国，法国共和军曾于1794年6月发动卡尔维围城战但未能成功，而英属科西嘉王国则于1796年瓦解。自1966年起，法国外籍兵团第2伞兵团驻扎在卡尔维。1976年，科西嘉省一分为二，卡尔维被划入上科西嘉省。

## 地理

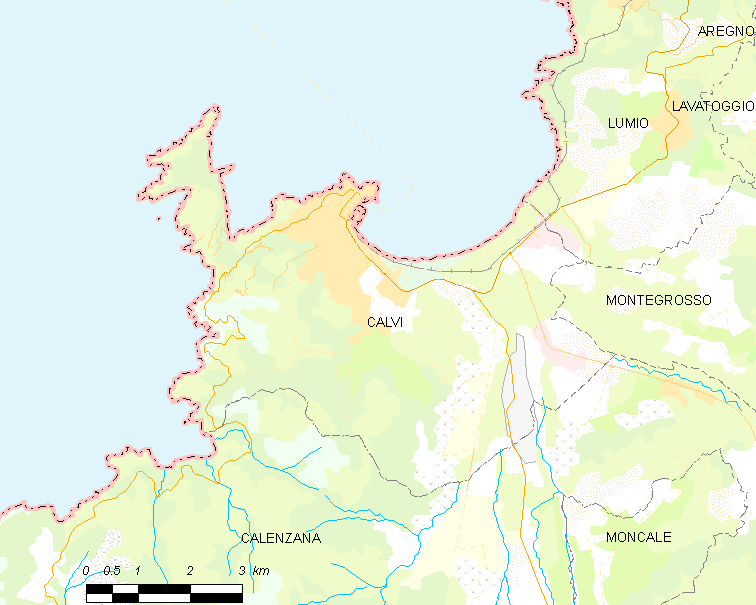
卡尔维市镇范围地图

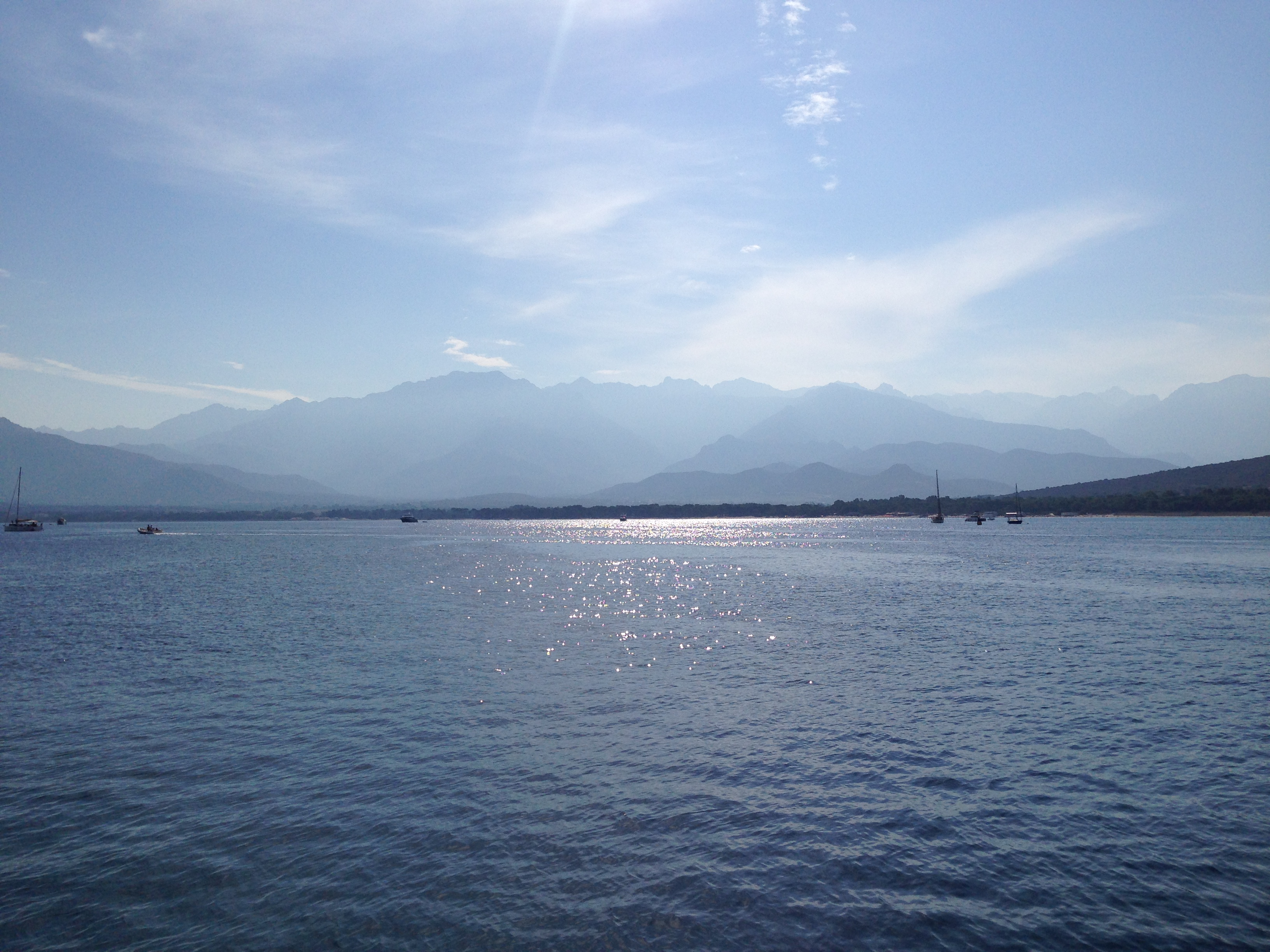
卡尔维港口及后方的山脉

卡尔维位于法国东南部，科西嘉岛西北部和上科西嘉省西部，距离省会巴斯蒂亚大约92公里。与卡尔维接壤的市镇包括：卢米奥、卡伦扎纳和蒙泰格罗索。

### 地形
卡尔维位于科西嘉岛西北部，境内以山地和丘陵为主，市镇中心位于一处海岸岬角上，整体地势自沿海向内陆抬升，全境海拔在0到700米之间。

### 水文
卡尔维位于地中海沿岸，其附近海湾以其命名。菲加雷拉河自南向北流经卡尔维市镇范围东侧，并在此注入地中海。

### 植被
卡尔维属于亚热带常绿硬叶林区，林地散落分布于市镇范围内的多个区域。
在鲜花城市的评比中，卡尔维被评为3星级鲜花城市。

### 气候
卡尔维在柯本气候分类法中属于地中海气候。
卡尔维境内设有常年气象站，以下为该气象站的数据：
| 卡尔维 1981年－2019年 | 卡尔维 1981年－2019年 | 卡尔维 1981年－2019年 | 卡尔维 1981年－2019年 | 卡尔维 1981年－2019年 | 卡尔维 1981年－2019年 | 卡尔维 1981年－2019年 | 卡尔维 1981年－2019年 | 卡尔维 1981年－2019年 | 卡尔维 1981年－2019年 | 卡尔维 1981年－2019年 | 卡尔维 1981年－2019年 | 卡尔维 1981年－2019年 | 卡尔维 1981年－2019年 |
| 月份                  | 1月                   | 2月                   | 3月                   | 4月                   | 5月                   | 6月                   | 7月                   | 8月                   | 9月                   | 10月                  | 11月                  | 12月                  | 全年                  |
| --------------------- | --------------------- | --------------------- | --------------------- | --------------------- | --------------------- | --------------------- | --------------------- | --------------------- | --------------------- | --------------------- | --------------------- | --------------------- | --------------------- |
| 历史最高温 °C（°F）   | 23.3 (73.9)           | 23.6 (74.5)           | 28.8 (83.8)           | 32.1 (89.8)           | 36 (97)               | 39.2 (102.6)          | 42.1 (107.8)          | 40.6 (105.1)          | 37.4 (99.3)           | 32.9 (91.2)           | 29.8 (85.6)           | 25.4 (77.7)           | 42.1 (107.8)          |
| 平均高温 °C（°F）     | 13.6 (56.5)           | 13.9 (57.0)           | 15.9 (60.6)           | 18.4 (65.1)           | 22.7 (72.9)           | 26.5 (79.7)           | 29.8 (85.6)           | 29.7 (85.5)           | 26.1 (79.0)           | 22.2 (72.0)           | 17.5 (63.5)           | 14.6 (58.3)           | 20.9 (69.6)           |
| 日均气温 °C（°F）     | 9.2 (48.6)            | 9.2 (48.6)            | 11.2 (52.2)           | 13.5 (56.3)           | 17.4 (63.3)           | 21.2 (70.2)           | 24.2 (75.6)           | 24.3 (75.7)           | 21 (70)               | 17.5 (63.5)           | 13.2 (55.8)           | 10.3 (50.5)           | 16 (61)               |
| 平均低温 °C（°F）     | 4.8 (40.6)            | 4.6 (40.3)            | 6.5 (43.7)            | 8.6 (47.5)            | 12.2 (54.0)           | 15.9 (60.6)           | 18.6 (65.5)           | 18.9 (66.0)           | 16 (61)               | 12.9 (55.2)           | 8.9 (48.0)            | 6.1 (43.0)            | 11.2 (52.2)           |
| 历史最低温 °C（°F）   | −5.6 (21.9)           | −3.9 (25.0)           | −4.6 (23.7)           | −0.4 (31.3)           | 0 (32)                | 7.5 (45.5)            | 10.6 (51.1)           | 12.3 (54.1)           | 7.9 (46.2)            | 2.6 (36.7)            | −2.3 (27.9)           | −4.2 (24.4)           | −5.6 (21.9)           |
| 平均降水量 mm（）     | 56.2 (2.21)           | 44.5 (1.75)           | 57.2 (2.25)           | 69.4 (2.73)           | 41.2 (1.62)           | 35.5 (1.40)           | 8.4 (0.33)            | 27.1 (1.07)           | 61.2 (2.41)           | 79.8 (3.14)           | 109.9 (4.33)          | 77.9 (3.07)           | 668.3 (26.31)         |
| 月均日照時數          | 135.6                 | 155.5                 | 206.5                 | 233                   | 290                   | 324.5                 | 370.1                 | 323.2                 | 243.7                 | 182.5                 | 130.6                 | 118.3                 | 2,713.5               |
| 来源：infoclimat.fr   |                       |                       |                       |                       |                       |                       |                       |                       |                       |                       |                       |                       |                       |

## 行政区划
卡尔维的市镇编号为2B050，邮政编号为20260。
在行政管理方面，卡尔维隶属于法国科西嘉领土集体上科西嘉省，同时也是该省的一个副省会，下辖卡尔维区；在地方选举方面，卡尔维是卡尔维县的中央投票站所在地，其市镇范围全境被划入上科西嘉省第二选区；在社会管理方面，卡尔维是卡尔维巴拉涅市镇公共社区的办公驻地。
卡尔维境内暂无城市敏感街区及城市政策优先街区。
法国国家统计与经济研究所（简称）在进行数据统计时，将卡尔维单独设为卡尔维城市核心区（Unité urbaine de Calvi），并将包括核心区在内的周边共7个市镇划为卡尔维城市区（Aire urbaine de Calvi）。自2020年起，卡尔维城市区被包含15个市镇的卡尔维城市辐射区代替。此外，还将卡尔维市镇分为了2个“块区”（IRIS），以便于统计人口分布情况。

## 交通

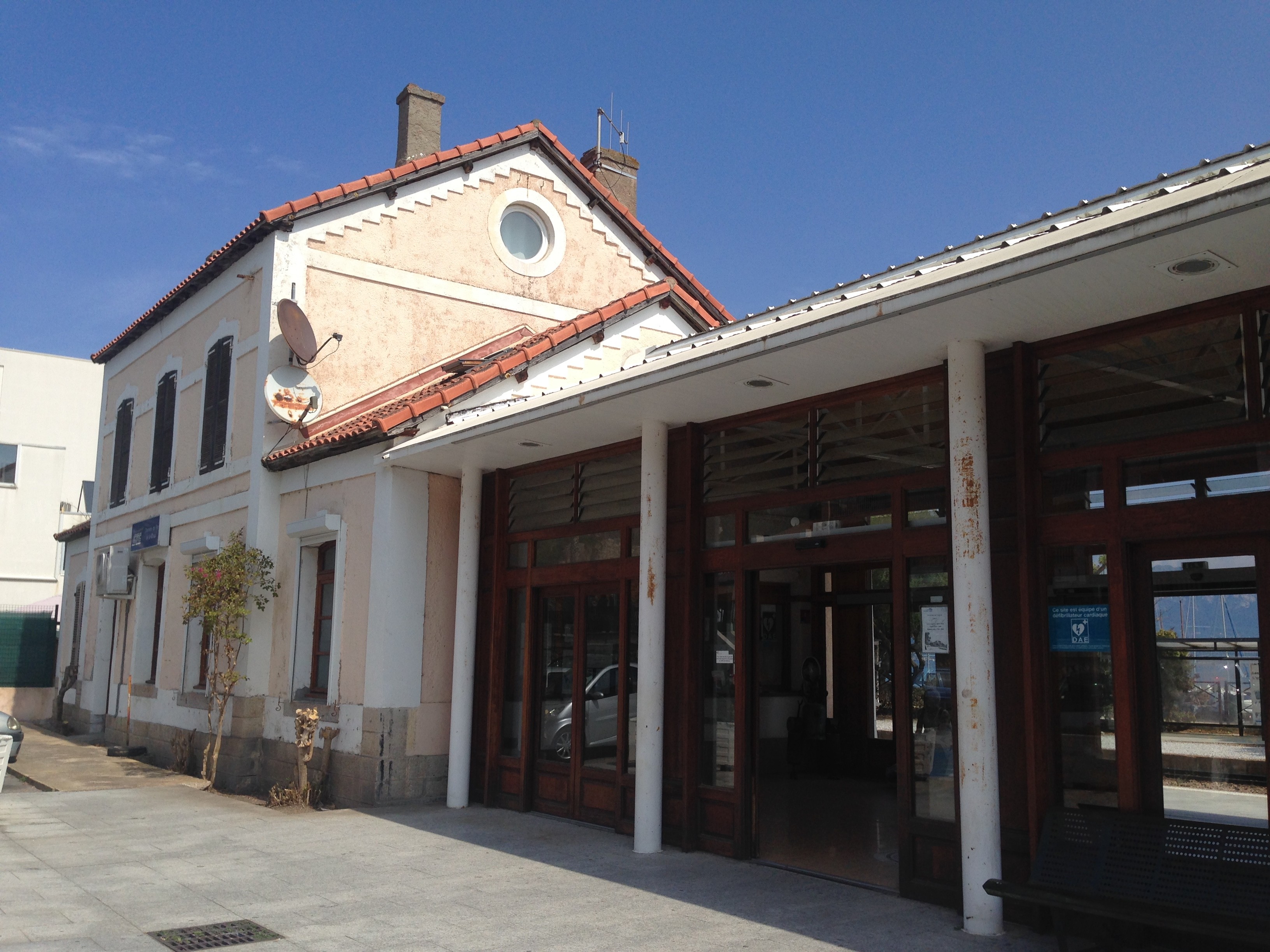
卡尔维火车站

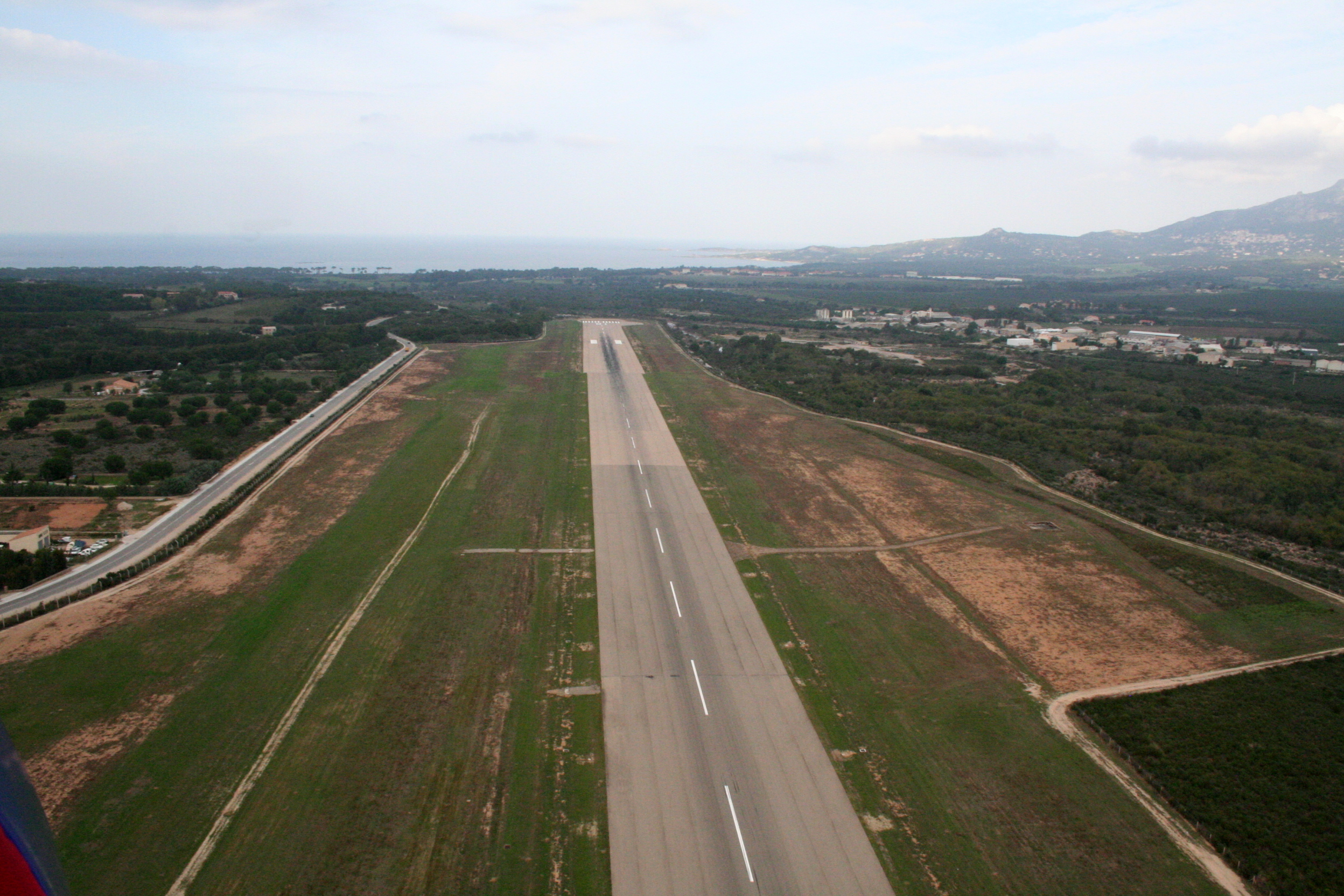
卡尔维机场跑道

### 公路
科西嘉地方公路T30线和上科西嘉省省道D81线、D81B线在卡尔维境内交汇。科西嘉城际客运巴士线路可前往巴斯蒂亚。
2019年，36%的卡尔维家庭拥有至少一辆私人汽车。2019年，卡尔维境内共发生各类交通事故9起，造成1人遇难，11人受伤，其中6人重伤。

### 铁路
卡尔维是蓬泰莱恰－卡尔维铁路的终点站。卡尔维站位于老城区，该站每天开行前往蓬泰莱恰，乘客可在此换乘前往阿雅克肖及巴斯蒂亚方向的区域列车。
除卡尔维站外，卡尔维境内还有六个乘降所：勒利多站、巴拉涅新地平线站、网球俱乐部站、奥林匹克俱乐部站、多尔斯维塔GR20站和菲梅塞科阿尔泽塔酒店GR20站，这些车站均停靠往返于卡尔维和卢斯岛之间的城郊列车。

### 航空
卡尔维圣卡特里娜机场是科西嘉岛的一个民用机场，距离卡尔维市中心的公路里程约7公里。

### 水运
卡尔维港是科西嘉岛的一个地方性港口，当地在2016年8月以前曾停靠前往马赛和尼斯的滚装轮渡。

### 城市公共交通
截至2022年12月，卡尔维暂无城市公共交通系统。

## 政治

### 市政内阁

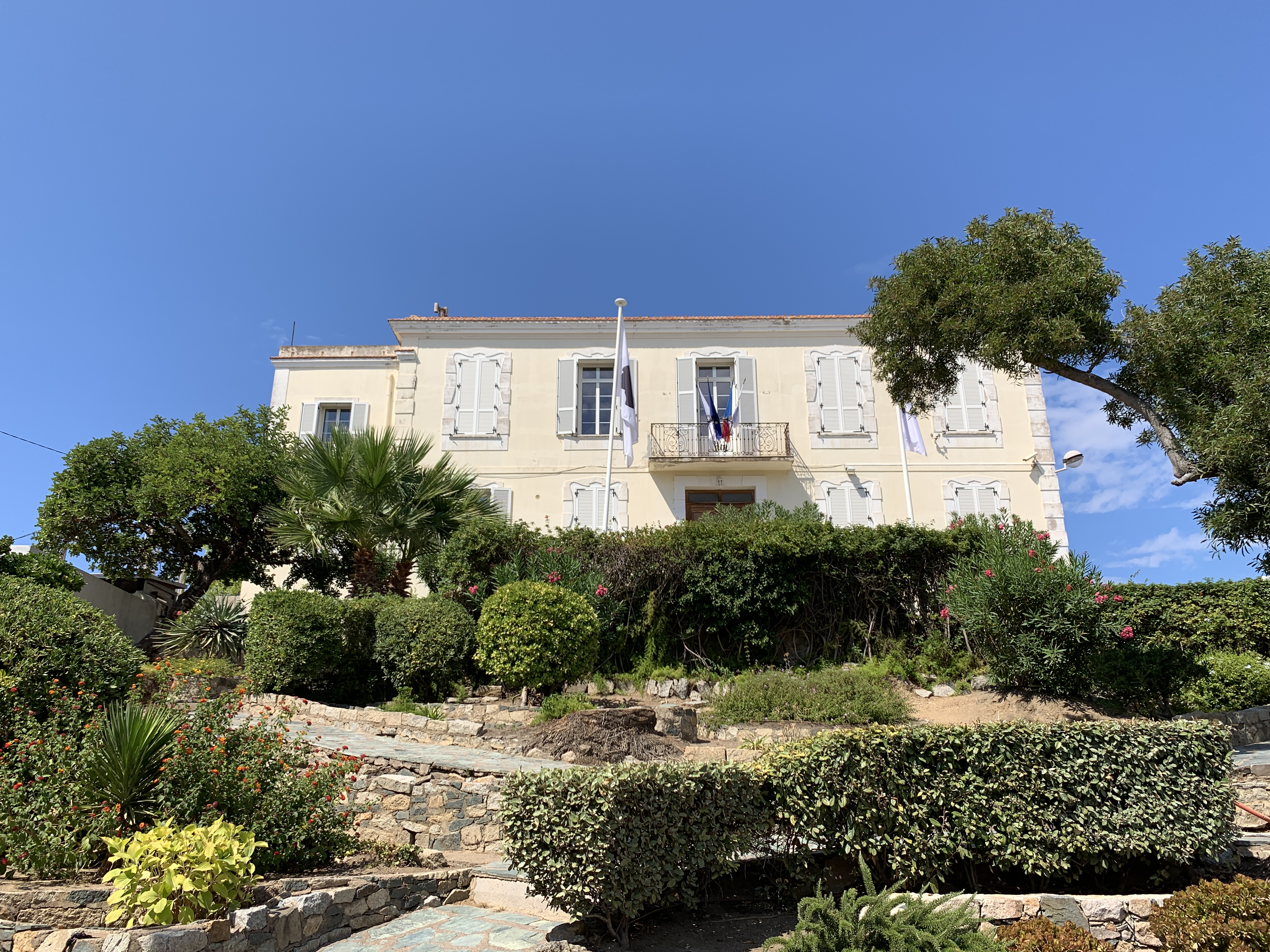
卡尔维市政厅

卡尔维的现任市长为安热·桑蒂尼先生，他是一名右翼无党派人士，在2020年的市政选举中获得了55.79%的支持率。
| 卡尔维历届市长         | 卡尔维历届市长                                        | 卡尔维历届市长                               |
| 任期                   | 市长                                                  | 党派                                         |
| ---------------------- | ----------------------------------------------------- | -------------------------------------------- |
| （1959年以前资料暂缺） |                                                       |                                              |
| 1959年－1971年         | Jean-Félix ORABONA 让-费利克斯·奥拉博纳               | 不详                                         |
| 1971年－1974年         | Jean-Dominique MARCOTORCHINO 让-多米尼克·马尔科托基诺 | 不详                                         |
| 1974年－1981年         | Xavier COLONNA 格扎维埃·科隆纳                        | PRG左派激進黨                                |
| 1981年－1983年         | Jean-Félix ORABONA 让-费利克斯·奥拉博纳               | 不详                                         |
| 1983年－1989年         | Xavier COLONNA 格扎维埃·科隆纳                        | PRG左派激進黨                                |
| 1989年－1995年         | François ZANOTTI 弗朗索瓦·扎诺蒂                      | 無黨籍                                       |
| 1995年－2004年         | Ange SANTINI 安热·桑蒂尼                              | RPR保衛共和聯盟 →UMP人民运动联盟             |
| 2004年－2010年         | Pancrace GUGLIELMACCI 庞克拉斯·古列尔马奇             | UMP人民运动联盟                              |
| 2010年－               | Ange SANTINI 安热·桑蒂尼                              | UMP人民运动联盟 →LR共和黨 →DVD右翼无党派人士 |

### 各级选举
| 卡尔维历届投票选举结果 | 卡尔维历届投票选举结果 | 卡尔维历届投票选举结果 | 卡尔维历届投票选举结果 | 卡尔维历届投票选举结果   | 卡尔维历届投票选举结果 | 卡尔维历届投票选举结果 | 卡尔维历届投票选举结果   | 卡尔维历届投票选举结果 | 卡尔维历届投票选举结果 |
| 选举项目               | 选举范围               | 选区单位               | 选区单位内的选举结果   | 选区单位内的选举结果     | 选区单位内的选举结果   | 选区单位内的选举结果   | 选区单位内的选举结果     | 选区单位内的选举结果   | 参考资料               |
| 选举项目               | 选举范围               | 选区单位               | 第一轮胜出者           | 第一轮胜出者             | 支持率                 | 第二轮胜出者           | 第二轮胜出者             | 支持率                 | 参考资料               |
| ---------------------- | ---------------------- | ---------------------- | ---------------------- | ------------------------ | ---------------------- | ---------------------- | ------------------------ | ---------------------- | ---------------------- |
| 2017年法國總統選舉     | 法國                   | 市镇                   |                        | 弗朗索瓦·菲永            | 35.01%                 |                        | 玛丽娜·勒庞              | 51.41%                 | [ 28 ]                 |
| 2017年法国立法选举     | 上科西嘉省第二选区     | 市镇                   |                        | 让-马丁·蒙多洛尼         | 40.8%                  |                        | 让-费利克斯·阿夸维瓦     | 75.71%                 | [ 28 ]                 |
| 2019年欧洲议会选举     | 法國                   | 市镇                   |                        | 弗朗索瓦-格扎维埃·贝拉米 | 28.77%                 | （不适用）             | （不适用）               | （不适用）             | [ 30 ]                 |
| 2021年法国大区选举     | 科西嘉                 | 市镇                   |                        | 洛朗·马尔坎杰利          | 44.36%                 |                        | 洛朗·马尔坎杰利          | 47.32%                 | [ 31 ]                 |
| 2022年法国总统选举     | 法國                   | 市镇                   |                        | 玛丽娜·勒庞              | 30.99%                 |                        | 玛丽娜·勒庞              | 60.73%                 | [ 28 ]                 |
| 2022年法国立法选举     | 上科西嘉省第二选区     | 市镇                   |                        | 弗朗索瓦-格扎维埃·塞科利 | 52.4%                  |                        | 弗朗索瓦-格扎维埃·塞科利 | 64.04%                 | [ 28 ]                 |

## 人口
2019年，卡尔维市镇人口数量为5,774，在法国排名第1,905位。其中男性3,190人，女性2,584人，75岁及以上人口占6.9%，人口密度为185人/平方公里，当地居民被称为（男性）或（女性）。2020年，卡尔维境内出生65人，死亡人口44人。
| 卡尔维1901年－2019年人口变化情况 |
|                                  |
| 数据来源：Cassini、INSEE         |

## 经济
卡尔维是一个区域性的中心城市。截止2022年12月，卡尔维市镇范围内共有各类用人单位（包含自雇）1,991家，平均历史为16年，其中99.75%为中小型企业（PME），2022年10月至12月间，当地的经济活力指数为0.15%。 （零售）、（零售）及（航空服务）是当地2021年营业额最高的三个企业，分别为35,795,953欧元、19,979,233欧元和5,596,004欧元。

## 财政与居民收入
2021年，卡尔维的财政收入总额为10,249,800欧元，财政支出总额为9,794,450欧元，当年的债务总额为5,014,230欧元。2021年，卡尔维市镇共获得1,610,427欧元的国家财政补助，比上一年增加了7.9%。
2020年，卡尔维的人均月收入总额为1,870欧元，其中高级职员为3,100欧元，低于法国平均水平（4,230欧元）；中级职员为2,246欧元，低于法国平均水平（2,411欧元）；普通职员为1,640欧元，亦低于法国平均水平（1,740欧元）。
2019年，卡尔维境内的青壮年（15至64岁）失业率为15.4%，当地50.8%的家庭拥有纳税资格，平均纳税3,190欧元，低于法国平均水平（3,910欧元）。

## 社会事务

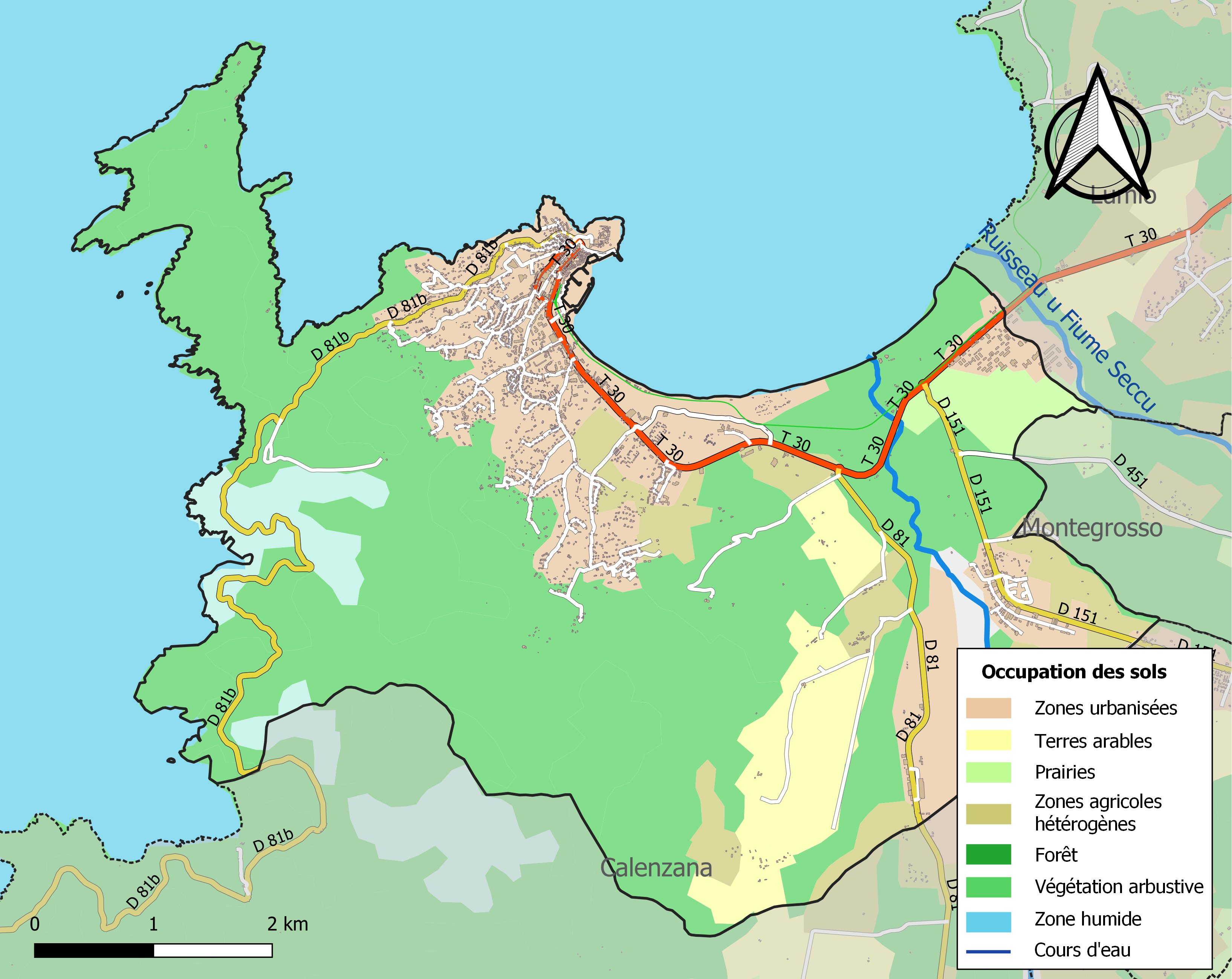
卡尔维土地利用情况地图

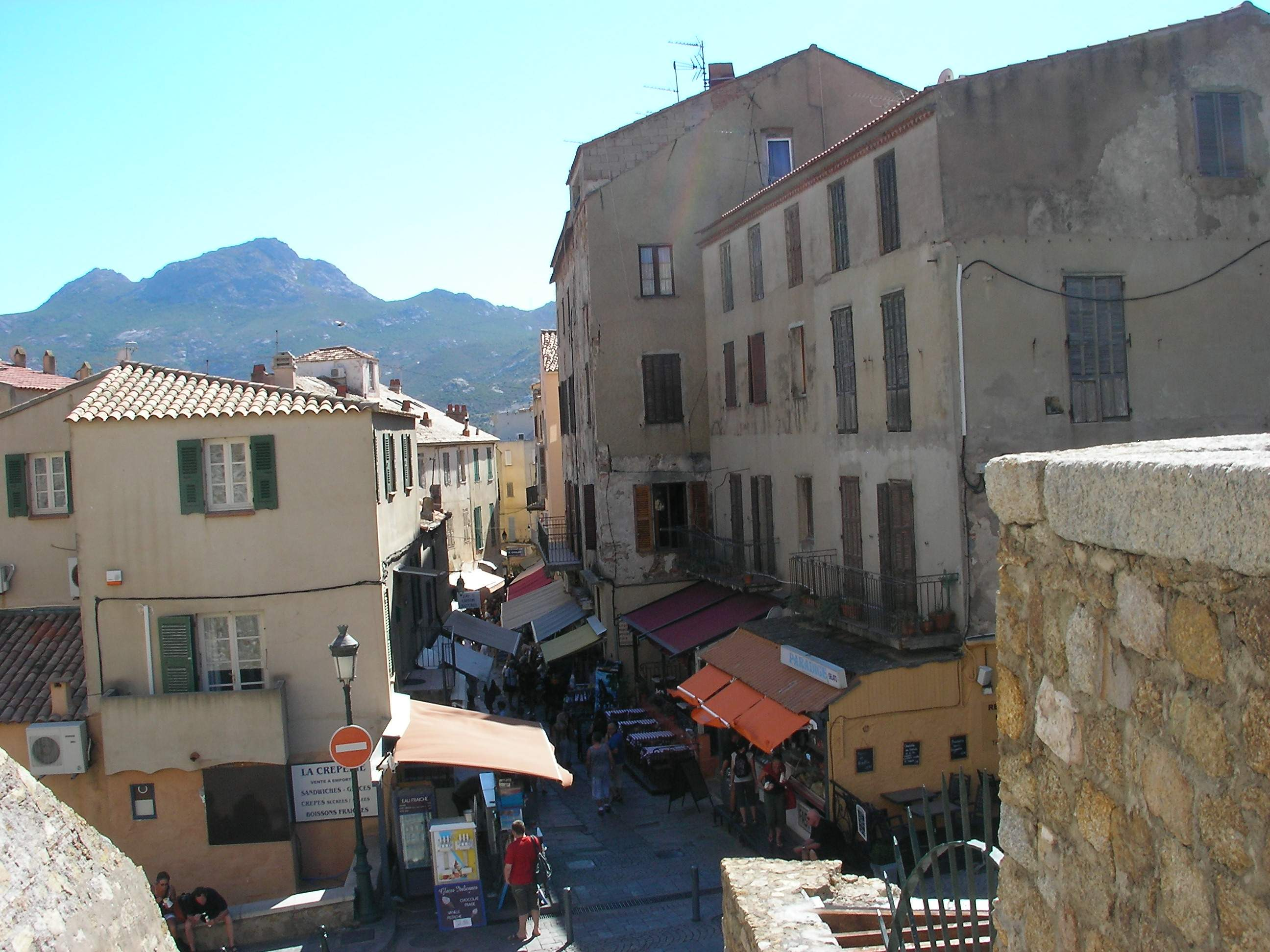
卡尔维老城的克莱蒙梭街

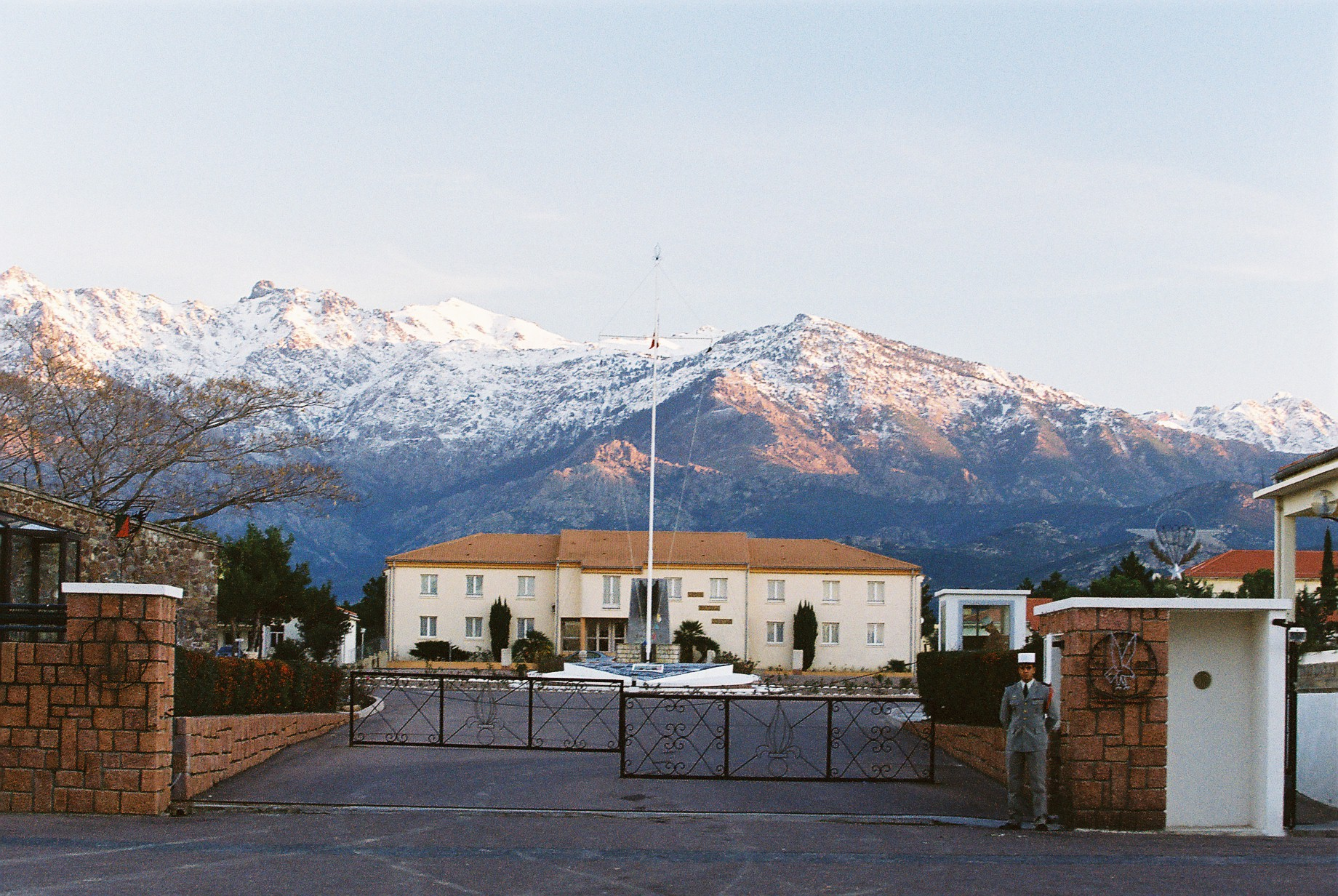
位于卡尔维市郊的法国外籍兵团第2伞兵团

### 教育
卡尔维属于科西嘉学区。截止2021年1月1日，卡尔维境内共有2所幼儿园、2所小学和1所初级中学。2018至2019学年度，卡尔维境内共有在校中等教育阶段学生467名。

### 医疗
截止2021年1月1日，卡尔维境内共有全科医生4名、保健师22名、牙医4名、护士23名、眼科医生1名和妇科医生1名。境内共有药房3家、养老院2家。
卡尔维中心医院，全名为“卡尔维巴拉涅中心医院”（Centre Hospitalier de Calvi-Balagne），是法国的一个区域性医疗机构，其主病区位于卡尔维市区南部，设有床位32个，是当地规模最大的公立综合性医院。

### 住房
2019年，卡尔维境内共有各类住房5,446套，其中20.9%为独立式居民区，78.6%为集中式居民区。常住房屋占卡尔维市镇范围内居民建筑总量的42.5%。
在住房保障政策方面，2021年，卡尔维境内共有517户家庭获得了住房经济补助，受益人数占总人口数量的9.0%，其中504份为房租补助。

### 商业
2021年，卡尔维境内共有各类实体商铺346家，其中餐厅110家、大型超市3家、杂货店5家、面包房8家、肉铺5家、书店1家、银行门店3家、美容美发店12家、汽车维修店11家。卡尔维境内建有卡西诺、Super U、Intersport等大型商场。

### 体育
2021年，卡尔维境内共有2家游泳池、2间体育馆、10处网球场、1处马术场、1处足球或橄榄球场以及3处篮球或排球场。
截至2022年12月，卡尔维青年体育会（Jeunesse Sportive Calvi，编号560557）是卡尔维境内唯一的一家注册足球俱乐部。当地的代表性足球队，成立于2020年，其主队2022至2023赛季参加科西嘉大区足球联赛（法国第六级别），其主场为福斯坦·巴尔托利球场。

### 环境
卡尔维的环境事务由其所属的卡尔维巴拉涅市镇公共社区联合各级政府协调负责。2021年，卡尔维境内暂无污染企业。

### 治安
2021年，卡尔维市镇范围内有1处宪兵队。
卡尔维国家宪兵队（zone gendarmerie de Calvi）的管辖范围共包括33个市镇。2020年，该宪兵队累计记录各类案件884起，其中盗窃类案件380起，经济类案件160起，毒品交易类案件33起。

## 文化
2021年，卡尔维境内暂无任何文化设施。卡尔维境内建有一家市政图书馆及多媒体中心，每周一至五向公众开放。

### 建筑
卡尔维境内有多处历史建筑，其中圣若翰洗者主教座堂、卡尔维圣母堂、拉雷韦拉塔灯塔等为法国国家文物保护单位。

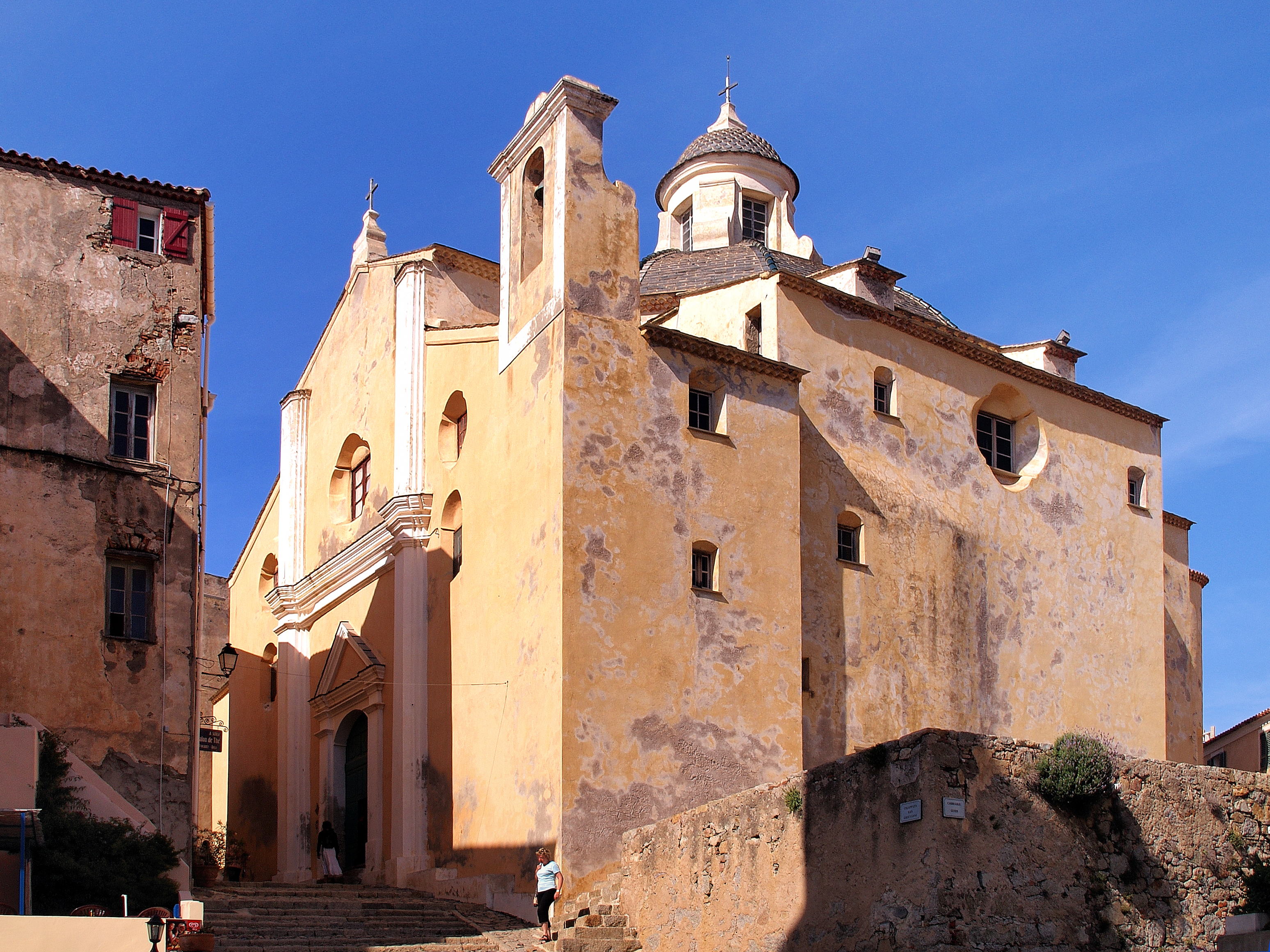
圣若翰洗者主教座堂
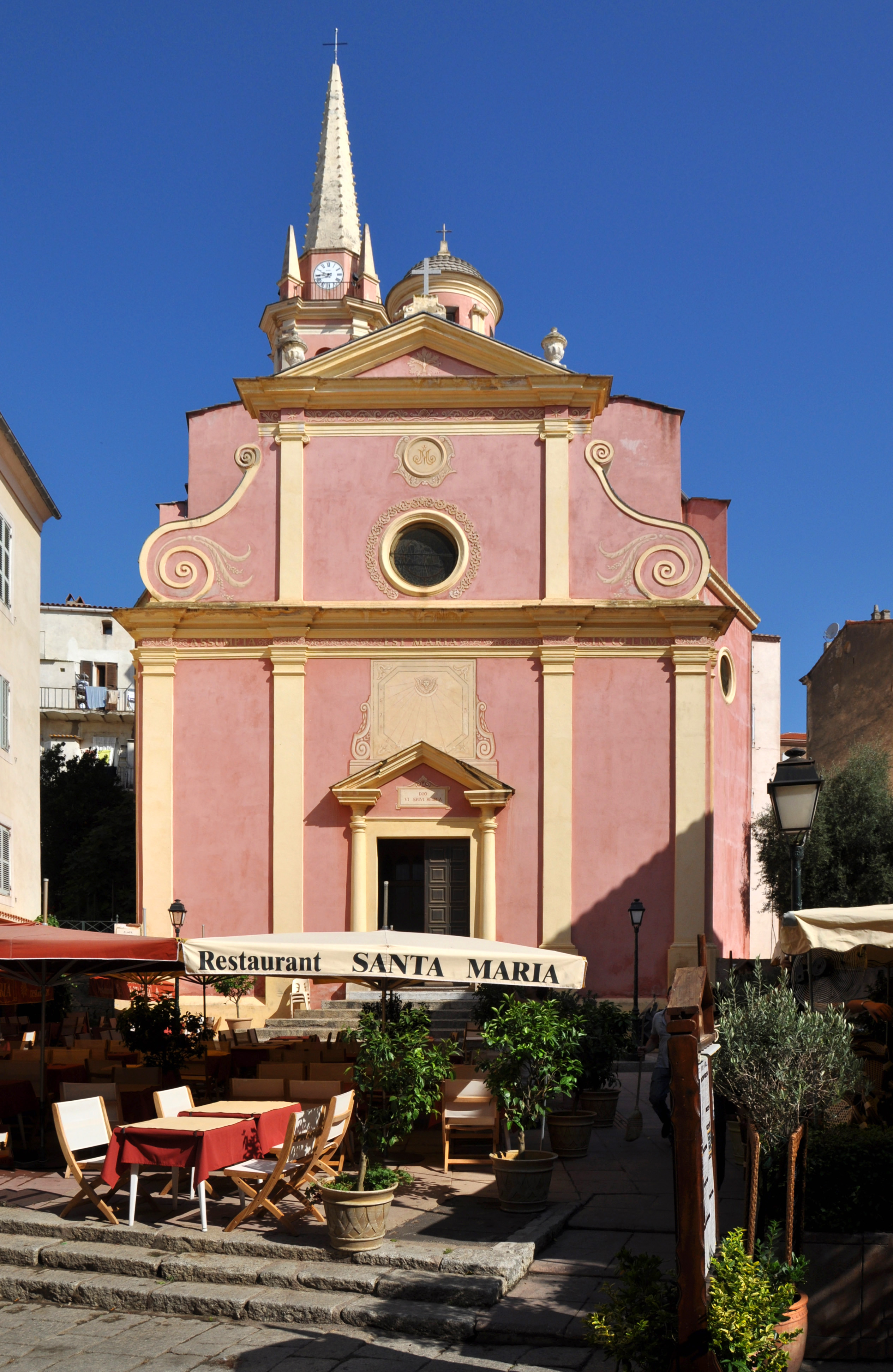
圣母堂
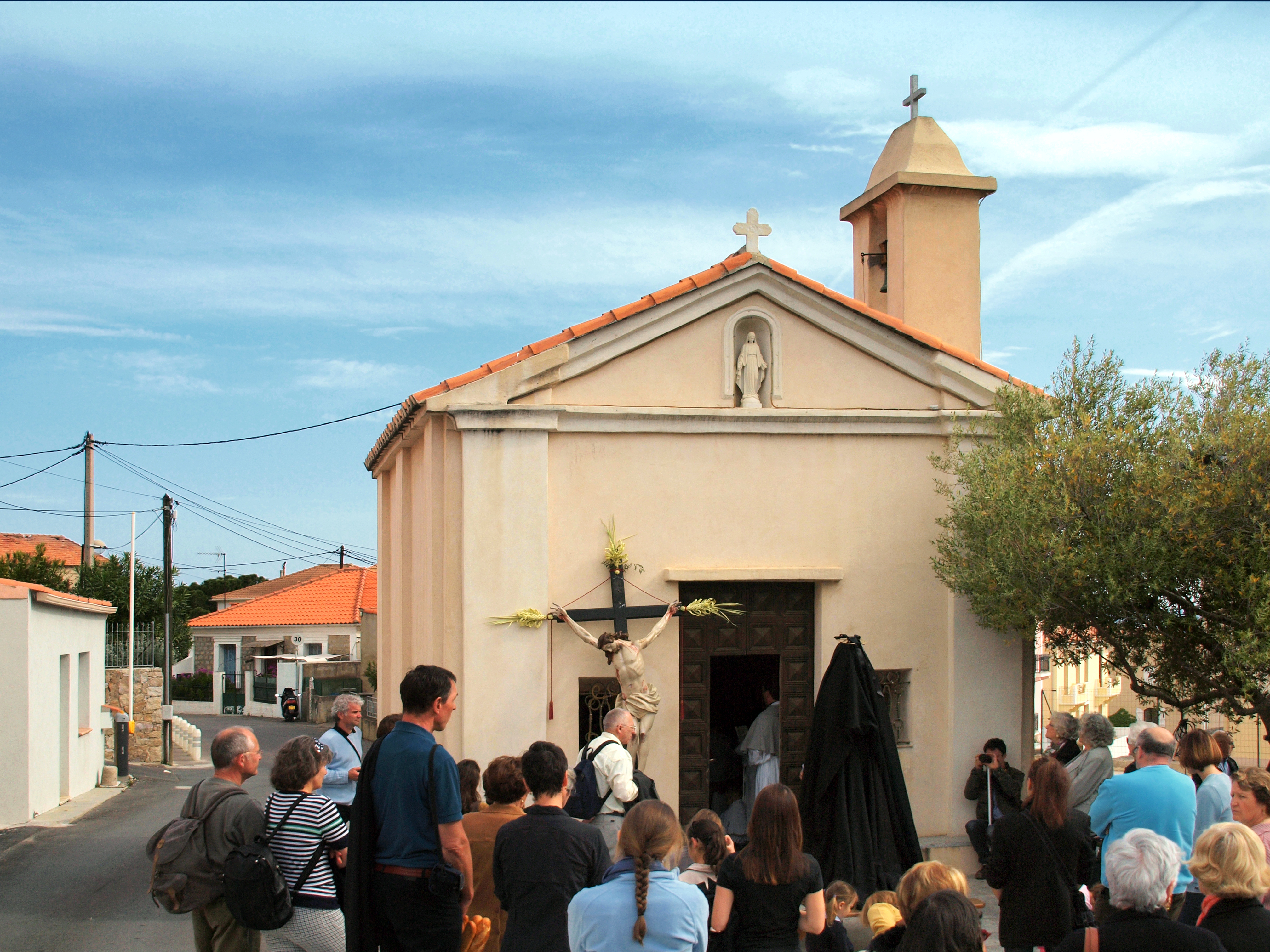
洛雷托圣母小教堂
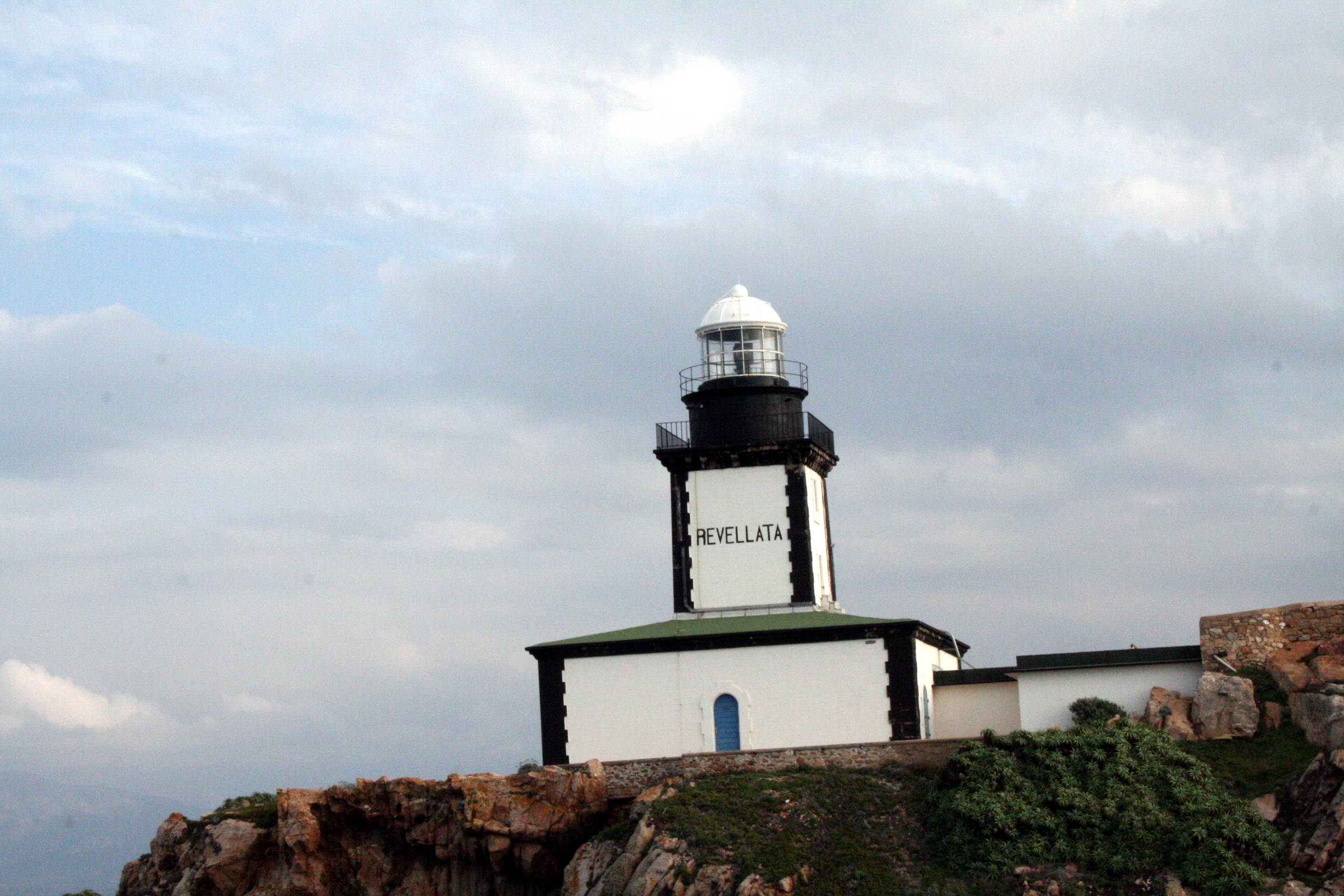
拉雷韦拉塔灯塔（法语：Phare de la Revellata）
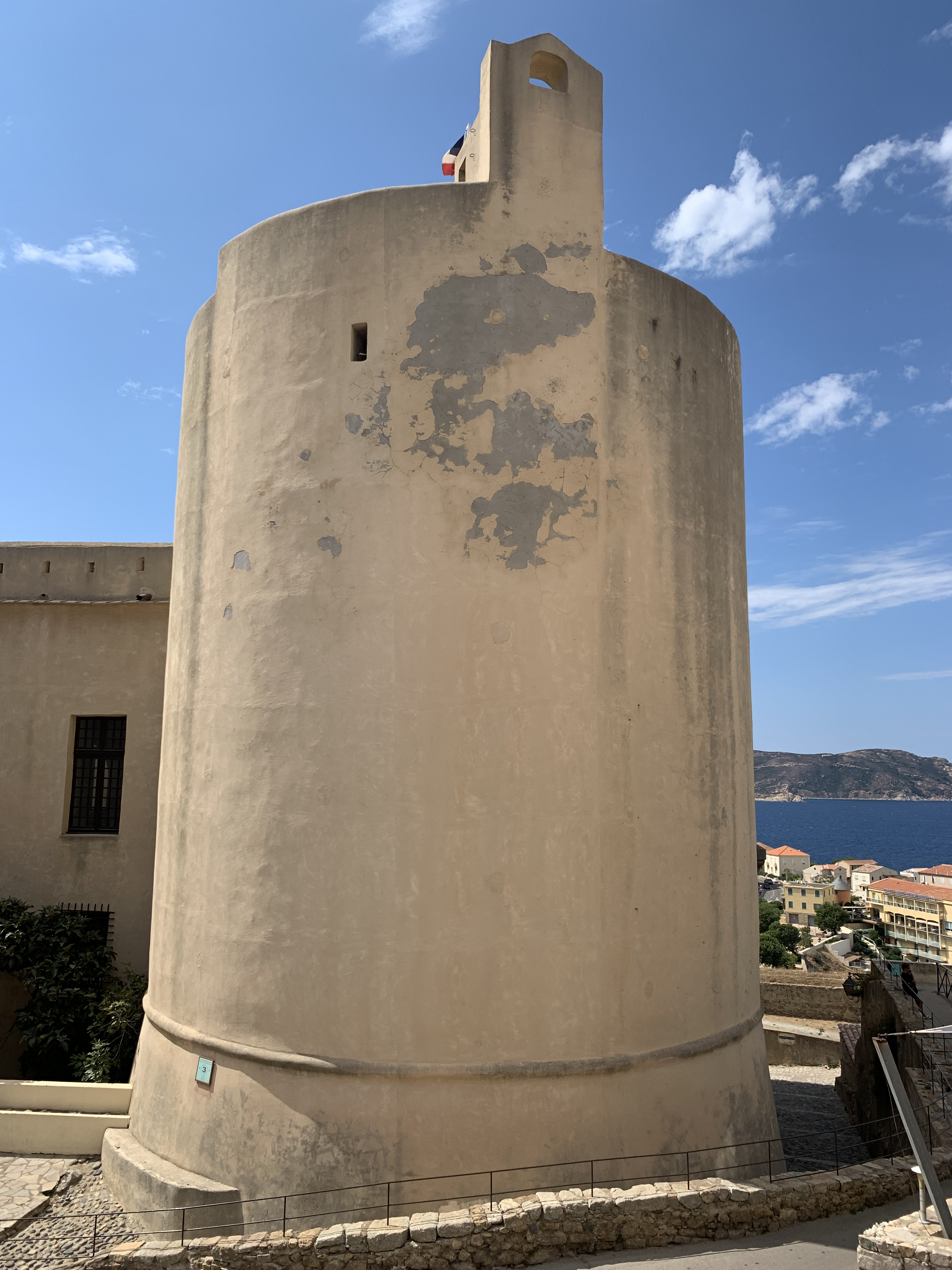
桑皮耶罗塔
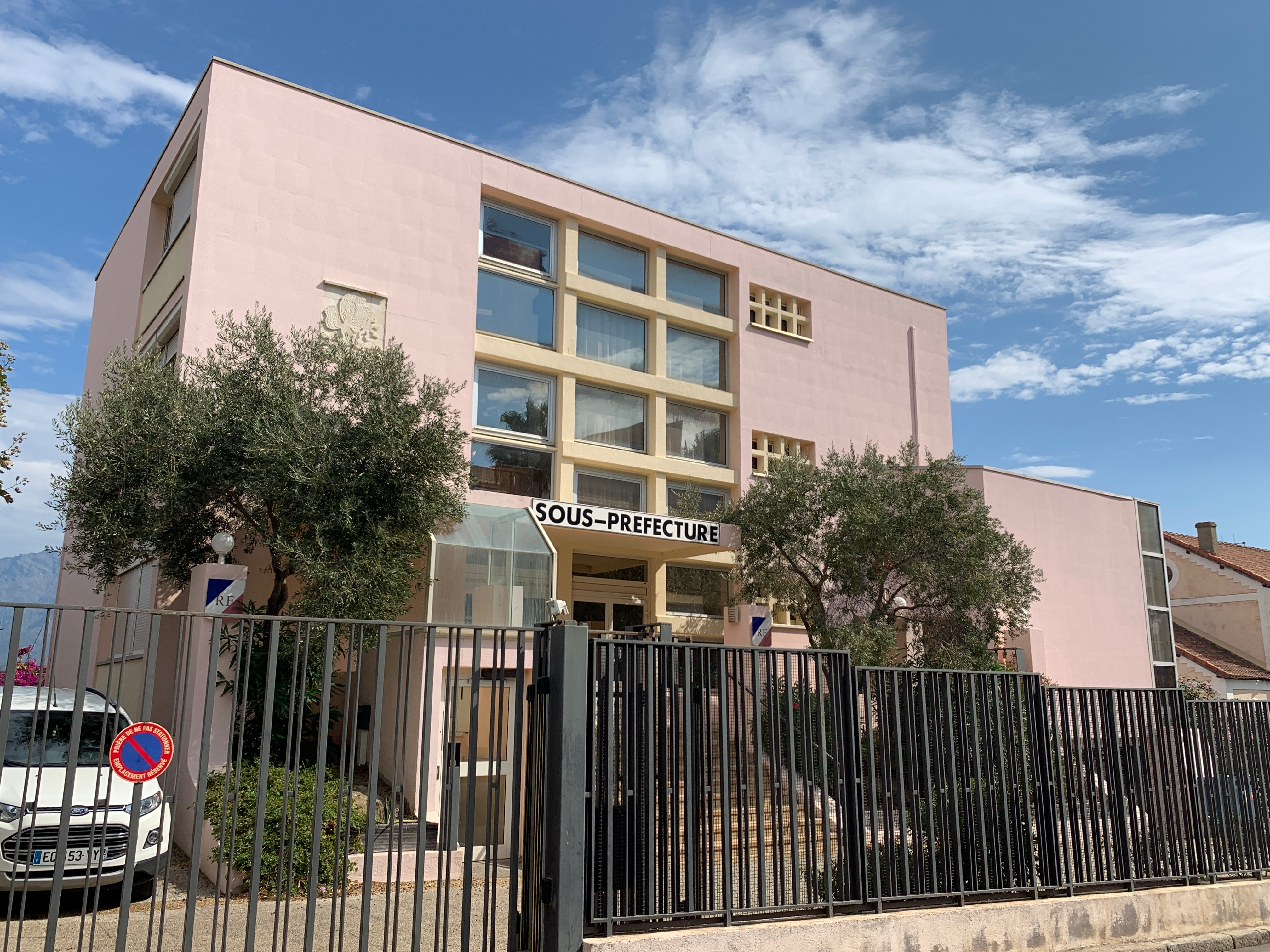
副省政府大楼
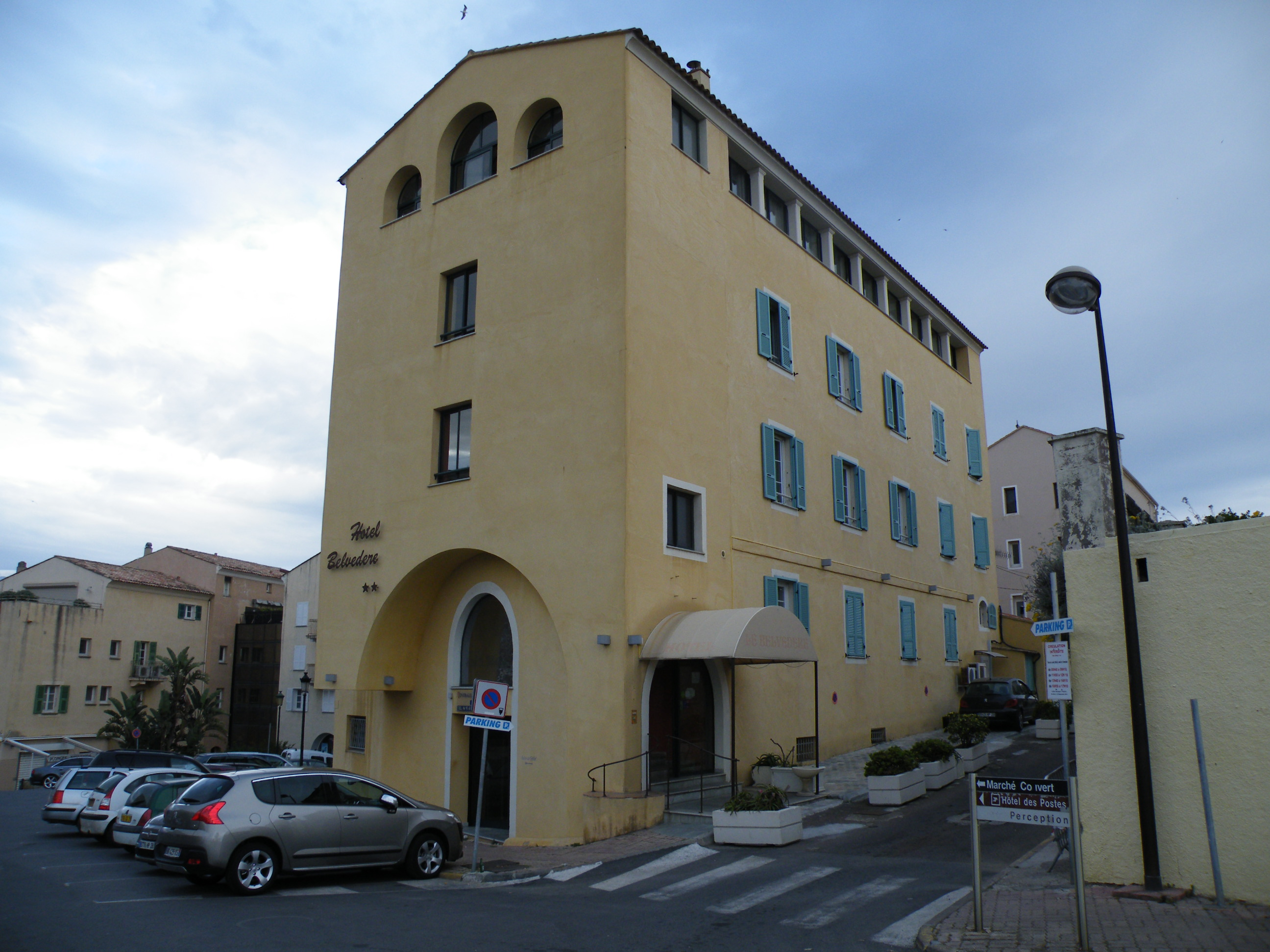
瞭望台酒店
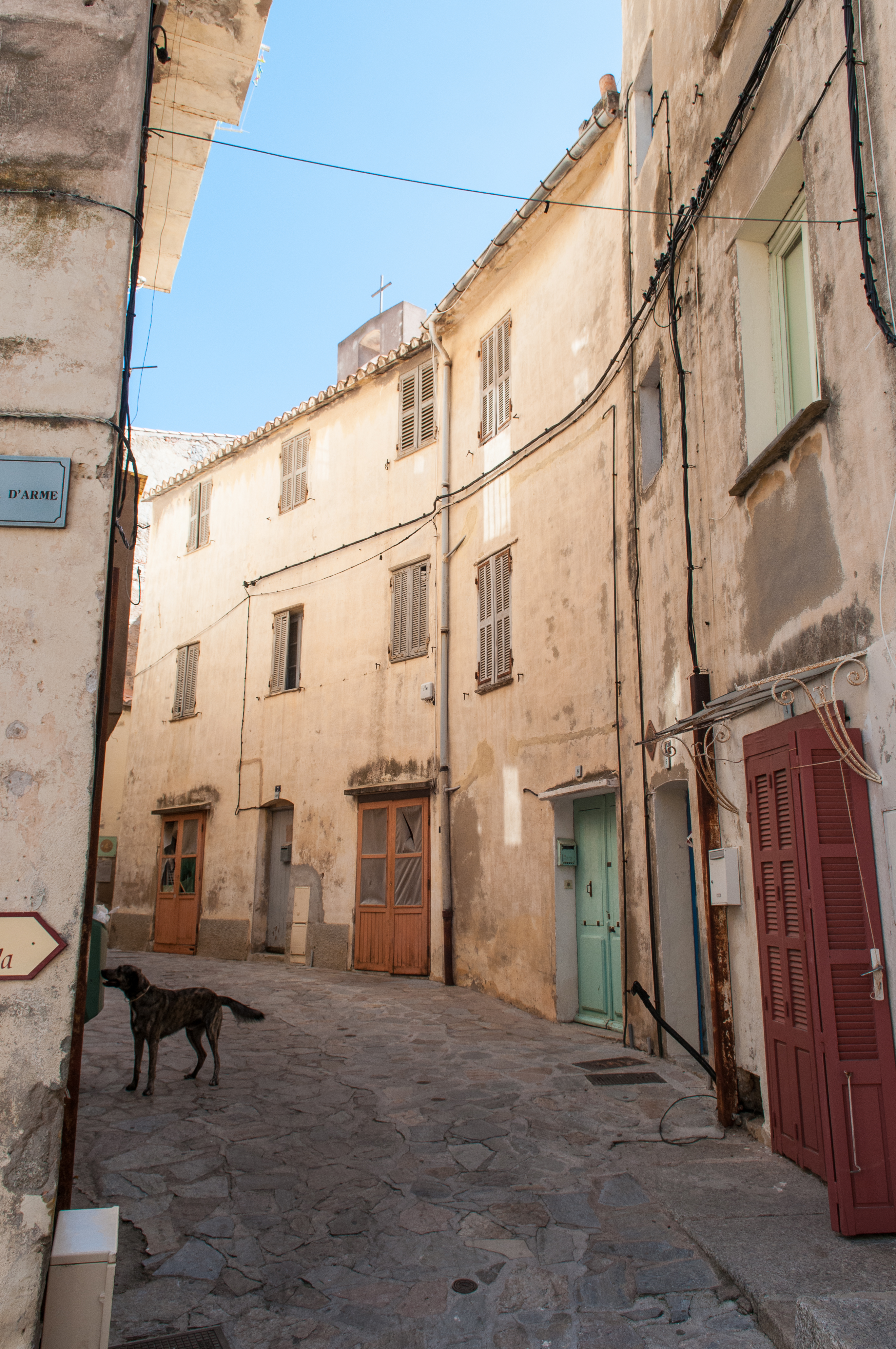
传统民居

### 旅游
卡尔维的旅游事务由其所属的卡尔维巴拉涅市镇公共社区负责。2022年，卡尔维境内共有28家酒店共计981间房间；另有8个露营地，可容纳共1,356辆露营车。

### 媒体
法国主要的媒体均可在卡尔维接收，法国电视三台下属的科西嘉频道在部分时段播出卡尔维所属区域的地方新闻。《科西嘉早报》、蓝色法兰西科西嘉广播等是当地主要的地方性媒体。

## 相关人物
当地民间传说及部分历史学家认为克里斯托弗·哥伦布可能出生于当时属于热那亚的卡尔维。

## 友好城市
截至2022年12月，卡尔维暂未建立任何友好城市关系。